# ناثان سكوت
ناثان سكوت (بالإنجليزية: Nathan Scott)‏ هو ملحن وموسيقي أمريكي، ولد في 11 مايو 1915 في ساليناس في الولايات المتحدة، وتوفي في 27 فبراير 2010 في شيرمان أوكس في الولايات المتحدة.

## وصلات خارجية
- ناثان سكوت على موقع IMDb (الإنجليزية)
- ناثان سكوت على موقع أول موفي (الإنجليزية)
- ناثان سكوت على موقع قاعدة بيانات برودواي على الإنترنت (الإنجليزية)
- ناثان سكوت على موقع ديسكوغز (الإنجليزية)
- ناثان سكوت على موقع قاعدة بيانات الفيلم (الإنجليزية)